# Wahlen 1938
◄◄ | ◄ | 1934 | 1935 | 1936 | 1937 | Wahlen 1938 | 1939 | 1940 | 1941 | 1942 | ► | ►►

Weitere Ereignisse
Folgende Wahlen fanden 1938 statt:

## In Afrika
- Parlamentswahlen in Südafrika 1938 (unter Ausschluss der Bevölkerungsmehrheit)

## In Asien
- Parlamentswahlen auf den Philippinen 1938
- Parlamentswahlen in Siam
- 22. Juli: Parlamentswahl in der Republik Hatay

## In Amerika
- Wahl zum Senat der Vereinigten Staaten 1938 am 8. November
- Wahlen zum Repräsentantenhaus der Vereinigten Staaten 1938
- Wahl der Verfassunggebenden Versammlung in Nicaragua 1938
- Parlamentswahlen in Argentinien 1938
- Am 30. Oktober die Präsidentschaftswahl in Chile 1938

## In Europa
- Parlamentswahl in Bulgarien
- Reichstagswahl zum Großdeutschen Reichstag und „Anschlussreferendum“ in Österreich und Deutschland (10. April), Sudetendeutsche Ergänzungswahl (4. Dezember)
- Parlamentswahlen in Estland 1938
- Parlamentswahlen in Irland 1938
- Präsidentschaftswahlen in Irland 1938
- Parlamentswahlen in Polen 1938
- Parlamentswahlen in Portugal 1938
- Parlamentswahlen in Jugoslawien 1938
- Bundesratswahl 1938

## In Ozeanien
- Parlamentswahlen in Neuseeland 1938